# Tipik
Tipik is de tweede televisiezender van de Franse Gemeenschap van België. Tipik is onderdeel van de RTBF. Tot 2020 was de zender bekend onder de naam La Deux.

## Geschiedenis

### RTBis
RTB (de toenmalige RTBF) zond vanaf 1953 al uit via het eerste kanaal RTB. Op 26 maart 1977 startte de RTB met een tweede kanaal. RTBis of kortweg Bis zond voornamelijk herhalingen uit van programma's die op het eerste net te zien waren. RTBis wordt Télé 2 in 1979.

### Télé 21
Op 21 maart 1988 wordt Télé 2 een volwaardige zender naast RTBF1 met de naam Télé 21. De zender zond voornamelijk sport, documentaires, cultuur en films uit met een typische vormgeving en zonder omroepsters. Vijf jaar later werd de zender gesplitst in Arte/21 en Sport21. Arte/21 was een Belgische versie van ARTE; Sport21 was een sportzender. In maart 1994 keerde Télé 21 terug toen de overeenkomst met ARTE en de RTBF werd onderbroken. In oktober 1994 wijzigde de naam in RTBF 21 ofwel simpelweg 21. Op 1 maart 1997 werd RTBF 21 opnieuw gesplitst. Dit keer in Eurosport21 en RTBF La 2. Eurosport21 dat een Belgische Franstalige versie was van Eurosport, stopte in februari 1999. RTBF La 2 is daarmee in feite de opvolger van RTBF 21.

### RTBF La Deux
Het tweede kanaal van de RTBF werd in september 2002 omgedoopt tot RTBF La Deux in plaats van RTBF La 2. In 2004 werd RTBF La Deux simpelweg La Deux. Eind 2005 werd de beeldverhouding aangepast naar 16/9 en eind 2011 zond men voor het eerst uit in HD. Elke wijziging leidde tot een facelift van de vormgeving. RTBF La Deux is op 7 september 2020 overgegaan in Tipik, waarbij het merk zowel op radio als televisie wordt gevoerd. De meeste programma's van RTBF La Deux zijn overgegaan naar de televisiezender Tipik.

### RTBF Tipik
Op 7 september 2020 is de RTBF gestart met het merk Tipik. De meeste programma's van La Deux zijn overgegaan naar de nieuwe tv-zender. Tipik wordt ook op de radio gevoerd, waar voorheen Pure op uitzond.

## Programma's
- Documentaires
- Series en soaps
- Films
- Cultuur en muziek
- Sport

Sommige programma's worden overgenomen van France 2.

## Logo's

Van 26 januari 2004 tot 16 december 2011 en van september 2014 tot en met 6 september 2020
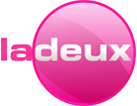
Van 16 december 2011 tot en met september 2014
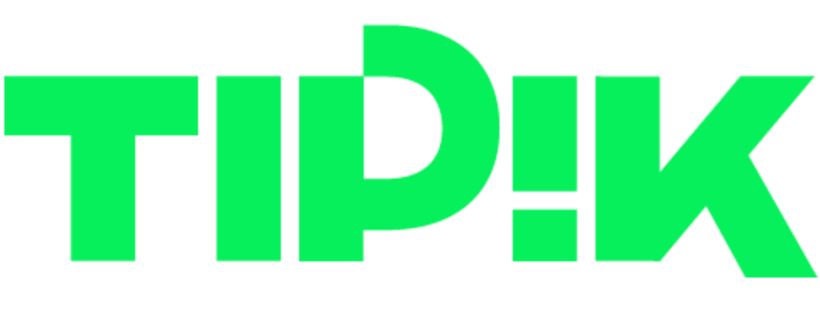
Sinds 7 september 2020

## Tijdlijn Franstalig Belgische televisiekanalen
Lijst van televisiekanalen in Franstalig België